# AAG (studentenpartij)
AAG (1969-2010) was een progressieve partij in de hogeschoolraad en later de studentenraad van de Technische Universiteit Delft. De partij stond met name in haar begintijd bekend om haar vele protestacties.

## Geschiedenis
In de jaren zestig begonnen studenten zich steeds meer te bemoeien met hun eigen onderwijs. 'Inspraak kunnen hebben' werd steeds belangrijker gevonden, ook door het docentenkorps. Dit was ook het geval op de faculteiten van de Technische Hogeschool in Delft, waar actiegroepen ontstonden die zich onder meer bezighielden met het verbeteren van de kwaliteit van het onderwijs. In 1969 werd het initiatief genomen tot een overkoepelende organisatie, die zorgde dat er overleg gepleegd werd tussen de verschillende actiegroepen, waarmee A.A.G. (Afdelings Actie Groepen) was geboren. Bij de verkiezingen voor de Delftse Studentenraad, de ledenraad van de plaatselijke studentenvakbond VSSD, in februari 1970 haalde de AAG direct de meeste zetels.
In 1971 bood AAG samen met de actiegroep Delfts onderwijs een motie aan aan het kabinet Biesheuvel tegen de bezuinigingen op onderwijs.
Eind 1973 ontstond een kleine rel, toen de toenmalige Technische Hogeschool het stemrecht ontnam van ruim 2000 studenten die hun collegegeld niet betaald hadden, uit protest tegen de nieuwe collegegeldwet. Zij konden daardoor op 20 december niet stemmen voor de Hogeschoolraad. Een meerderheid van de AAG-fractie behoorde tot deze 2000. Een voorstel van de AAG-fractie om die 2000 bij wijze van compromis een adviesstem te geven, werd afgewezen.
In 1974 steunde AAG de controversiële benoeming van H.J. Koenen als lid van het College van Bestuur.
Begin 1975 probeerde AAG de benoeming tegen te houden van professor Heertje als tijdelijke hoogleraar Geschiedenis van de Techniek. AAG vond Heertje niet thuishoren op de TH, onder meer vanwege zijn politieke betrokkenheid bij DS’70. Ondanks de bezwaren trok de partij - met zeven van de elf zetels op dat moment de grootste studentenpartij binnen de hogeschoolraad - toch aan het kortste eind. Heertje startte op 7 april 1975.
Door meningsverschillen tussen de hogeschoolraad en het College van Bestuur ontstond er in 1983 een bestuurscrisis bij de Hogeschool waar Deetman, de toenmalig minister van onderwijs en wetenschappen, bij moest ingrijpen. AAG publiceerde hier in 1984 een zwartboek over.
Eind jaren negentig voerde A.A.G. een naamswijziging door. Omdat de afdelings-actiegroepen al jaren niet meer bestonden en intussen geëvolueerd waren tot facultaire studentenraden, werd besloten de afkorting te veranderen in de naam AAG. De studentenraad bestond inmiddels nog slechts uit twee partijen, AAG en ORAS.
Het nieuwe AAG verloor zijn progressieve imago en nieuwe partijtjes probeerden de progressieve leegte te vullen. Project Blauw (opgericht door een ex-AAG-lid) wist in 1999 een van de tien zetels van de studentenraad te behalen, de partij Kritische Studenten Delft greep enkele jaren later met een hand vol stemmen te weinig net naast een zetel.
In 2010 besloot AAG vanwege het aanhoudend geringe verworven zetelaantal niet meer aan de verkiezingen mee te doen.